# Fox terrier de pelo liso
El fox terrier de pelo liso es una raza de perro perteneciente al grupo de los terriers. Fue presentada en 1862, en la Exposición Canina Nacional celebrada en Birmingham, Inglaterra, siendo la primera raza de terrier en ser reconocida por el Kennel Club en 1875, estando datado en 1876 el estándar oficial del fox terrier de pelo liso.

## Historia
Los historiadores creen que la raza se originó de sucesivos cruces entre distintos tipos de terriers, especialmente de la raza conocida como Black and Tans Terrier y posteriormente con ejemplares de bull terrier, foxhound, perros de la raza beagle, Dachshund alemán y galgo inglés o greyhound.
Esta raza ya era conocida en el siglo XVIII, como acredita un cuadro de Sawrey Gilpin pintado en torno a 1790 y titulado Pitch, en el que se inmortalizó un ejemplar de fox terrier de pelo liso.

## Descripción

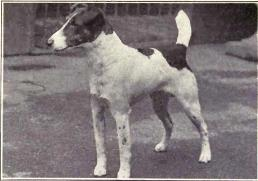
Fox terrier de pelo liso en 1915.

Es un perro dotado de muchos medios de defensa: mandíbulas fuertes, dentadura desarrollada, impulsivo, fuerte físicamente y sobre todo valiente. Bien construido, ocupa poco espacio; elegante, el fox terrier debe tener una alzada no superior a los 40 cm y un peso aproximado de 8 kg, las hembras un poco menos. Tiene el cráneo plano y estrecho, con hocico que se afila gradualmente hacia la trufa negra. Ojos oscuros, pequeños, a flor de piel, muy vivos. Las orejas son pequeñas y en forma de "V", caen hacia adelante cerca de las mejillas y nunca a los lados de la cabeza. El doblez de la oreja debe estar por encima del nivel del cráneo, y deben tener un grosor moderado. El cuello ha de ser nítido, musculoso y sin papada. De longitud moderada y ensanchándose gradualmente hacia las escápulas. De porte alegre, erecta, pero no enroscada. El manto debe ser liso, de pelo abundante. El color de fondo siempre es el blanco, con manchas negras y marrones.

## Temperamento
Por su carácter el fox terrier se presenta como una raza vivaz, inteligente y simpática, aunque por su instinto de caza y por su tamaño, hay que ser responsable con su educación, al igual que con la mayoría de razas. Si bien su relación con otras razas es correcta, con aquellas que sean mayores que él suelen mostrarse algo peleones, pero suelen tener un comportamiento amistoso y juguetón tanto con otros perros como con las personas.
Este perro, a diferencia de otros Terrier, no necesita tanto ejercicio, y es un perro un poco independiente pero también muy sociable.
Este perro es bueno para las personas que tienen que trabajar o los niños que van al colegio y no pueden estar todo el día en casa.

## Utilización
El fox terrier nació como perro de caza para madriguera, capaz de batirse en igualdad de condiciones con el zorro, de ahí que su propio nombre sea Fox (significa zorro en inglés). En la actualidad, pese a estar considerado como una raza de compañía, sigue teniendo un fuerte instinto de caza como demuestra su carácter enérgico y siempre alerta, motivo por el cual es un buen perro para alertar de la presencia de extraños con sus ladridos.

## Salud y mantenimiento
El fox terrier de pelo liso está considerado como una raza de bajo coste de manutención. Sus cuidados no difieren de los normales para la mayoría de razas como son la limpieza y el cepillado del pelo, corte de uñas y limpieza bucal, para evitar formación de sarro y posteriores infecciones.
En general, vive una media de 12 a 15 años, llegando a alcanzar algunos ejemplares los 19 años. Pese a ser una de las razas genéticamente más saludables, sus ejemplares suelen tener algunos problemas de salud conocidos, como lo son la sordera, la luxación de rótulas y hombros y una variedad de trastornos oculares como la luxación del cristalino, distiquiasis, cataratas, Miastenia gravis y también algunos casos de epilepsia idiopática, así como bocio.